# Évêque de Chelmsford

Armoiries de l'évêque de Chelmsford.

L'évêque de Chelmsford est un prélat de l'Église d'Angleterre. Il dirige le diocèse de Chelmsford, dans la province de Cantorbéry. Son siège est la cathédrale de Chelmsford.

## Liste des évêques de Chelmsford
- 1914-1923 : John Watts Ditchfield
- 1923-1929 : Guy Warman
- 1929-1950 : Henry Wilson
- 1951-1961 : Falkner Allison
- 1962-1971 : John Tiarks
- 1971-1985 : John Trillo
- 1986-1996 : John Waine
- 1996-2003 : John Perry
- 2003-2009 : John Gladwin
- depuis 2010 : Stephen Cottrell